# Baalborn
Baalborn ist ein Ortsteil der rheinland-pfälzischen Gemeinde Mehlingen. Bis 1939 sowie erneut von 1949 bis 1969 war er eine selbständige Gemeinde.

## Lage
Baalborn liegt rund zwei Kilometer nordwestlich der Kerngemeinde am Übergang des Pfälzerwaldes ins Nordpfälzer Bergland in der Mehlinger Heide. Letztere ist eines der größten zusammenhängenden Heidegebiete in ganz Süddeutschland. Westlich des Siedlungsgebiets erstreckt sich der Otterberger Wald.

## Geschichte
Das Dorf entstand aus einem einzelnen Bauernhof. Der gehörte bis Ende des 18. Jahrhunderts zur Kurpfalz und war dem Oberamt Lautern unterstellt. Das Kloster Otterberg war hier ebenfalls begütert.
Von 1798 bis 1814, als die Pfalz Teil der Französischen Republik (bis 1804) und anschließend Teil des Napoleonischen Kaiserreichs war, war Baalborn in den Kanton Otterberg eingegliedert. 1815 gehörte der Ort zunächst zu Österreich. Ein Jahr später wechselte er in das Königreich Bayern. Von 1818 bis 1862 gehörte er dem Landkommissariat Kaiserslautern an; aus diesem ging das Bezirksamt Kaiserslautern hervor.
1928 hatte Baalborn 451 Einwohner, die in 82 Wohngebäuden lebten. Die Protestanten gehörten seinerzeit zur Pfarrei von Sembach, die Katholiken zu derjenigen von Enkenbach. Ab 1939 war der Ort Bestandteil des Landkreises Kaiserslautern. Im selben Jahr wurde die bis dahin selbständige Gemeinde Baalborn aufgelöst und zusammen mit Neukirchen in die Nachbargemeinde Mehlingen eingegliedert. Nach dem Zweiten Weltkrieg wurde Baalborn innerhalb der französischen Besatzungszone Teil des damals neu gebildeten Landes Rheinland-Pfalz. Bereits während dieser Zeit begannen innerhalb der Ortsteile Baalborn und Neukirchen Bestrebungen, die auf die Trennung von der Gemeinde Mehlingen hinzielten. Während dies Neukirchen nicht gelang, erlangte Baalborn 1949 wieder die Selbstständigkeit, wenn auch die Bürgermeisterei Mehlingen Sitz der Verwaltung blieb und den gemeinsamen Bürgermeister stellte. Im Zuge der ersten rheinland-pfälzischen Verwaltungsreform verlor die Gemeinde Baalborn nach Neugründung der Gemeinde Mehlingen aus den Gemeinden Mehlingen und Baalborn am 7. Juni 1969 erneut ihre Selbstständigkeit.
Flurnamen
Einige Hinweise auf die Vergangenheit des Ortes geben alte Flurnamen.
Der „Glashütter Pfad“ weist auf den zur Stadt Otterberg gehörenden Drehenthalerhof hin, wo früher Glas hergestellt wurde. „Hertwieß“ ist eine ehemalige „Hürdenwiese“, ein mit Hürden eingezäunter Sammelplatz für Schafe. Der „Heidenhübel“, der im Volksmund „Härehewel“ heißt, war eine vorgeschichtliche Grab- oder Kultstätte. „Am Mooracker“ war bis zur Trockenlegung sumpfiges Gelände. Die Gewanne „Münchkopf“ am Berg „Mönchkopf“ genannt gehörte dem Kloster Otterberg.

## Wappen
| Wappen von Baalborn                                                              |
| Das Eichhörnchen weist auf die einstige Zugehörigkeit zum Kloster Otterberg hin. |

## Kultur

### Bauwerke
Mit zwei Hofanlagen – eine aus dem 18. und eine aus dem 19. Jahrhundert – sowie dem 1912 errichteten Wasserwerk existieren vor Ort insgesamt drei Objekte, die unter Denkmalschutz stehen.

### Baalborner Ochse

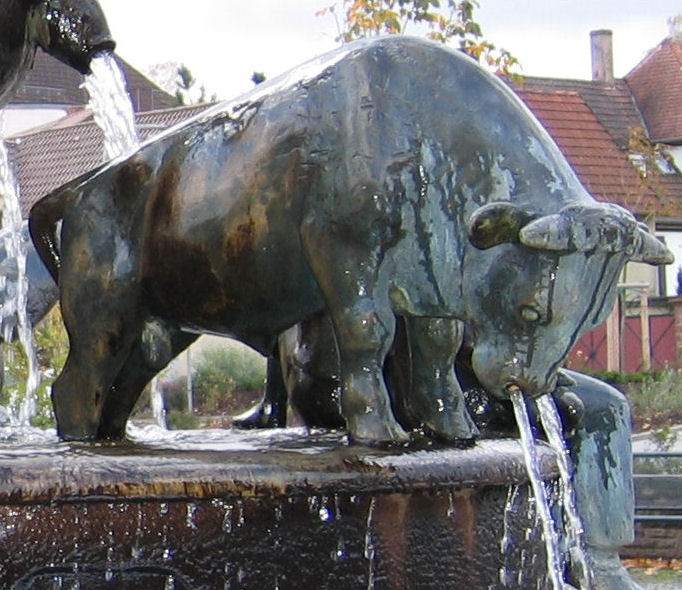
Baalborner Ochse als Bestandteil des Rathausbrunnens in Enkenbach-Alsenborn

In Baalborn diskutierten Gemeinderäte und Bauern in der Wirtschaft heftig über kommunale Angelegenheiten. Dabei soll der Ausspruch gefallen sein: „Die Hälft’ der Baalborner Gemeinderät’ sind Ochsen!“ Vor Gericht sollte der Beschuldigte seine Behauptung entweder beweisen, oder zurücknehmen. Er tat es mit den Worten: „Die Hälfte der Baalborner Gemeinderäte sind keine Ochsen!“

## Infrastruktur

### Wirtschaft
Heute sind in Baalborn noch einige landwirtschaftliche Betriebe ansässig. Außerdem befinden sich im Ort ein Holzrückunternehmen, eine Schreinerei für Designermöbel sowie eine Parfüm- und Kosmetikfabrik. Im Jahr 2008 wurde auf dem Grundstück der örtlichen Kosmetikfabrik ein Museum eröffnet.

### Verkehr
Durch Baalborn verläuft die Landesstraße 382, die den Ort unter anderem mit Otterberg und Enkenbach-Alsenborn verbindet. Unmittelbar östlich des Siedlungsgebiets führt in Nord-Süd-Richtung die Bundesautobahn 63, die die nahegelegene Großstadt Kaiserslautern mit der Landeshauptstadt Mainz verbindet; unweit des Ortes befindet sich die Anschlussstelle Sembach. Unmittelbar östlich der Autobahn verläuft die frühere, unter Napoleon angelegte Kaiserstraße, die bis Oktober 2004 die Bundesstraße 40 bildete.

### Institutionen
Baalborn gehört zum Gerichtsbezirk Kaiserslautern.